# Canon EF-S 10-18mm f/4.5-5.6 IS STM
El Canon EF-S 10-18mm f/4-5.6 IS STM és un objectiu zoom gran angular amb muntura Canon EF-S.
Aquest, va ser anunciat per Canon el 13 de maig de 2014, amb un preu de venta suggerit de 299€.
Actualment, és l'òptica zoom més gran angular de Canon de la sèrie EF-S.
La seva distància focal de 10-18mm té el mateix camp visual en una càmera EOS de la sèrie EF-S que una lent de 16-29mm en una càmera de fotograma complet.
Aquest objectiu s'utilitza sobretot per fotografia de paisatge i arquitectura.

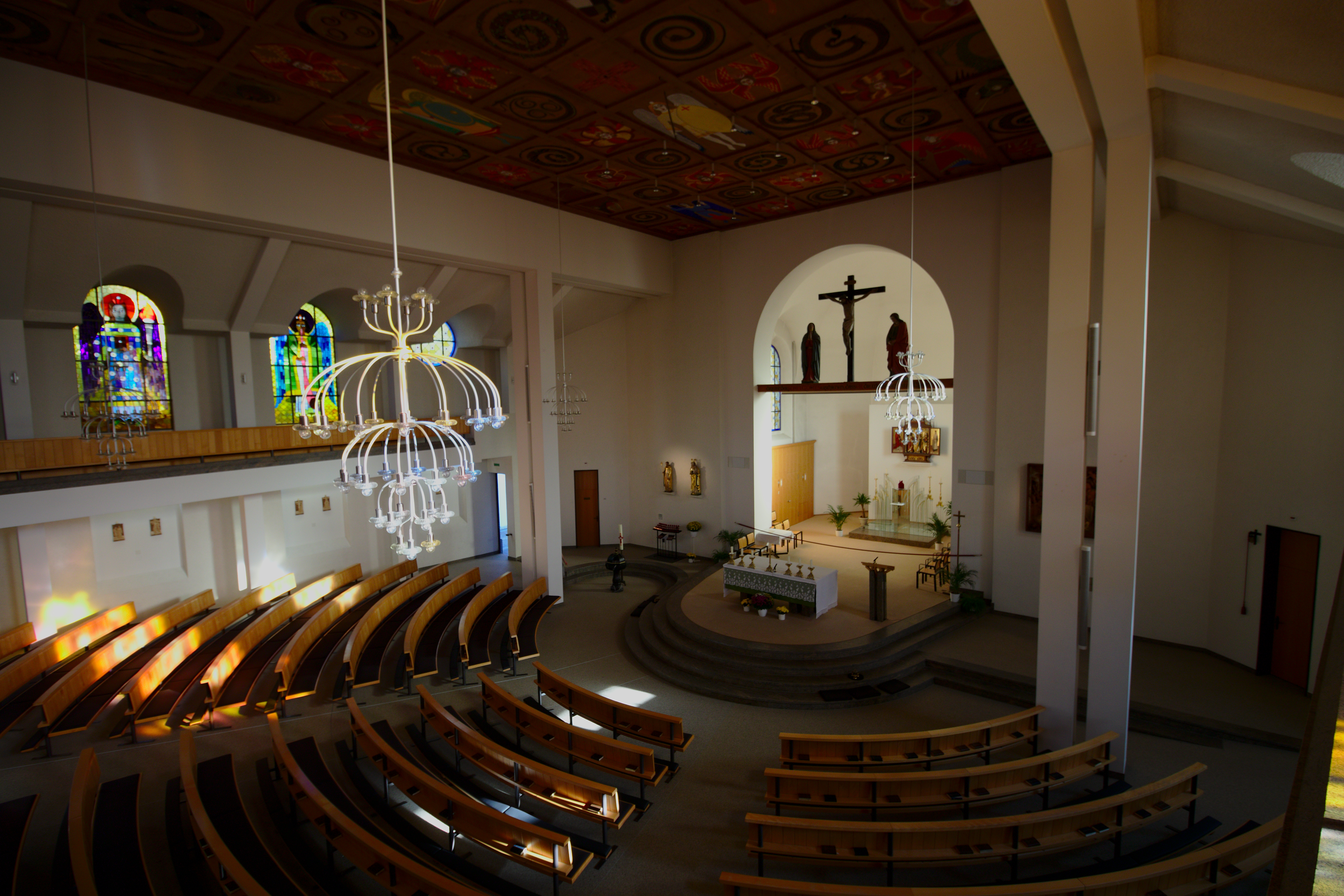
Església fotografiada a 10mm amb el Canon EF-S 10-18mm f/4-5.6 IS STM

## Característiques
Les seves característiques més destacades són:
- Distància focal: 10-18mm
- Obertura: f/4.5 - 22 (a 10mm) i f/5.6 - 29 (a 18mm)
- Motor d'enfocament: STM (Motor d'enfocament pas a pas, silenciós)
- Estabilitzador d'imatge de 4 passes
- Distància mínima d'enfocament: 22cm
- Rosca de 67mm
- Distorisió òptica a 10mm de -1,97% (tipus barril) i a 18mm de 0,014% (tipus coixí).[6]
- A 18mm i f/8 és on l'objectiu menys ombreja les cantonades. A 10mm i f/4.5 l'òptica ombreja molt les cantonades, aquest efecte es redueix a f/5.6, però no és fins a f/11 i f/16 on aquest efecte baixa d'un pas d'ombrejat.[6]
- A 10mm i entre f/4 i f/5.6 i a 18mm i entre f/5.6 i f/8 és on l'objectiu dona la millor qualitat òptica.

## Construcció[7]
- La muntura, canó i anell de filtre son de plàstic
- El diafragma consta de 7 fulles, i les 14 lents de l'objectiu estan distribuïdes en 11 grups.
- Consta d'un element asfèric i una lent d'ultra baixa dispersió

## Accessoris compatibles[8]
- Tapa E-67 II
- Parasol EW-73C
- Filtres de 67mm
- Tapa posterior E
- Funda LP1116
- Tub d'extensió EF 12 II

## Objectius similars amb muntura Canon EF-S
- Sigma 10-20mm f/3.5 EX DC HSM[9]
- Sigma 10-20mm f/4-5.6 EX DC HSM[10]
- Tamron SP AF 11-18mm F/4.5-5.6 Di II LD Aspherical (IF)[11]
- Tokina ATX-I Pro 11-16mm f/2.8 CF[12]
- Tokina ATR-X Pro 11-20mm f/2.8 DX[13]
- Tokina AT-X Pro 11-16mm f/2.8 DX II[14]
- Tokina AT-X Pro 11-16mm f/2.8 DX[15]
- Tokina AT-X 10-17mm f/3.5-4.5 DX Fish-eye[16]